# Fernando Guardia Grimaldo

Fernando Guardia Grimaldo

Fernando Guardia Grimaldo (Ciudad de Penonomé, Departamento de Coclé, Estado Soberano de Panamá, 30 de mayo de 1868 - Ciudad de Panamá, República de Panamá, 8 de junio de 1931) Fue abogado, Fiscal Superior de la República, Asesor Jurídico del Banco Nacional de Panamá, Juez de Circuito, Magistrado y Presidente de la Corte Suprema de Justicia de la República de Panamá.

## El Magistrado impoluto
Durante su desempeño como miembro de la Corte Suprema se le conoció como "el Magistrado impoluto", lo que denota su carrera limpia y sin manchas. En su actuar público apoyó el movimiento cívico nacionalista de Acción Comunal, fundado en 1923 y que tuvo su clímax en la Revolución del 2 de enero de 1931, dejando huellas en su lucha por el adecentamiento de la cosa pública y la reivindicación del ser panameño.

## Biblioteca Pública de Penonomé, Fernando Guardia Grimaldo
Fue fundador de la Biblioteca Pública de Penonomé.
La República de Panamá honra su memoria dándole su nombre a la Biblioteca Pública de su ciudad natal, por medio de la Resolución número 2069 emitida en Panamá el 29 de noviembre de 1946 (publicada en la Gaceta Oficial número 10.171 de 12 de diciembre de 1946), y que es del tenor siguiente: El Presidente de la República, en uso de sus facultades legales, CONSIDERANDO: 1o. Que el Comité Pro Biblioteca Pública de Penonomé, ha solicitado al Poder Ejecutivo, por órgano del señor Ministro de Educación, que dé el nombre del benemérito extinto, don Fernando Guardia Grimaldo, a la Biblioteca Pública de su ciudad natal, como acto de recuerdo y homenaje a tan virtuoso como sapiente ciudadano. 2o. Que es un deber cívico honrar la memoria de los ciudadanos que como don Fernando Guardia Grimaldo, prestaron importantes servicios a la Nación, y le ofrecieron el contingente de sus méritos y honradez, RESUELVE: Hónrase la memoria del virtuoso ciudadano don Fernando Guardia Grimaldo y se da su nombre a la Biblioteca Pública de Penonomé, en reconocimiento de sus méritos y valiosos servicios prestados a la Nación. Comuníquese y publíquese. ENRIQUE A. JIMENEZ. El Ministro de Educación, José D. Crespo.

## Obras
- Nuestra Política: Reseña histórica de nuestros partidos.[3]
- Causa célebre: La Carrasquilla y Paitilla.
- Terrenos de Río Chico y Llanos del Chirú, propiedad del señor José S. Bernal que reivindica la Nación.[4]
- Un pleito irracional el derecho torcido: Sucesión de José Narciso Recuero vs. Genarina G. de De La Guardia.[5]
- El derecho de los hijos legítimos: contrarreplica al abogado de los hijos naturales.[6]